# Chu Tiết
Chu Tiết (chữ Hán: 周緤, ? – 175 TCN) là khai quốc công thần đầu thời Tây Hán, người huyện Bái (nay là Từ Châu tỉnh Giang Tô).
Lúc đầu ông theo chân Lưu Bang làm xá nhân, tham gia vào cuộc khởi nghĩa chống lại nhà Tần ở huyện Bái. Ít lâu sau ông đến Bá Thượng, hướng về phía tây vào đất Thục, cùng Hán vương bình định Tam Tần (gồm Chương Hàm, Tư Mã Hân, Đổng Ế), lại theo chân Lưu Bang vượt qua Bình Âm, tham gia đủ các chiến dịch lớn nhỏ, chẳng bao giờ dám làm trái ý Cao Tổ, sau khi kiến lập nhà Hán, ông được phong tước Khoái Thành hầu.
Hán Văn Đế năm thứ 5 (năm 175 TCN) Chu Tiết ốm chết, thụy hiệu là Trinh hầu. Hai người con là Chu Xương và Chu Cư kế thừa tước vị, sau cả hai phạm tội nên đất phong bị xóa bỏ.